# Aleksandr Abazà
Aleksandr Aguéevitx Abazà, en rus Александр Агеевич Абаза, (24 de juliol de 1821- a Niça, França, 26 de gener de 1895) fou un polític rus que va arribar a ser Ministre d'Hisenda.
Provenia d'una antiga família de boiars de Moldàvia i era fill d'Aguei Vassilievitx Abazà. El 1860, era propietari de 1.696 serfs i de 17.300 hectàrees de terreny.
Aleksandr Abazà va ser un dels consellers més liberals d'Alexandre II de Rússia. Va intentar convèncer el tsar que transformés la monarquia imperial russa en una monarquia constitucional, però sense èxit.
El 27 d'octubre de 1880 és nomenat Ministre d'Hisenda. Entre els seus objectius està la contribució, des de les finances, al desenvolupament del ferrocarril rus. També va suprimir l'impost sobre la sal.
Després de l'assassinat d'Alexandre II de Rússia (1 de març de 1881), Abaza va donar suport al projecte de reforma relatiu a l'elaboració d'una Constitució per a Rússia. Va dimitir i es retirà de la vida política el 6 de maig de 1881.